# Petit-Landau
Petit-Landau je občina v departmaju Haut-Rhin francoske regije Alzacija.
Leta 1990 je v občini živelo 646 oseb oz. 37 oseb/km².